# Skloňování ve staroslověnštině
Tak jako v jiných jazycích, ani ve staroslověnštině se všechna jména neskloňují stejně. Tudíž se rozeznává několik druhů skloňování: a) jmenné skloňování (pro podstatná jména, nesložená přídavná jména, téměř všechny základní číslovky), b) skloňování osobních zájmen, c) skloňování rodových zájmen (též pro některé číslovky), d) skloňování složené (pro složená přídavná jména, složená participia a složená přídavná jména).

Staroslověnština rozeznává stejně jako čeština sedm pádů, řazeny dle vývoje v pořadí: 1. - nominativ, 5. - vokativ, 4. - akuzativ, 2 – genitiv, 6. - lokativ, 3. - dativ, 7. - instrumentál. Důsledně se pády rozlišují jen v jednotném a množném čísle, a to ne u všech druhů jmen; v dvojném čísle (duálu) spolu pády splývají do tří tvarů: jeden společný pro nominativ, akuzativ a vokativ, druhý pro genitiv a lokál a třetí pro dativ a instrumentál.

Číslo se rozeznává trojí: singulár (jednotné číslo), plurál (množné číslo) a duál (dvojné číslo). Duálové tvary označovaly předměty nebo jevy, které se vyskytovaly v páru a po dvou. Dvojné číslo se používalo ve staroslověnštině hojněji než v kterémkoli pozdějším slovanském jazyce.
Jmenný rod se rozeznává rovněž jako v češtině trojí – mužský, ženský a střední, ale na rozdíl od češtiny mu řazení jmen (zvlášť podstatných) do jednotlivých skloňovacích typů tak silně nepodléhá. Zatímco v češtině dělíme podstatná jména z hlediska skloňování především na tři skupiny podle rodu, ve staroslověnštině se uplatňuje také hledisko zakončení kmene.

## Podstatná jména
Skloňování podstatných jmen rozlišuje pět skloňovacích tříd (deklinací).

### Deklinace první (o-kmenová a jo-kmenová)
Patří do ní podstatná jména mužského rodu zakončená v nominativu singuláru na -ъ (tvrdý vzor) nebo -'ь (měkký vzor; apostrof zde i dále označuje měkkost předchozí souhlásky) a jména středního rodu zakončená na -o (tvrdý vzor) nebo -'e (měkký vzor). V genitivu singuláru je vždy koncovka -a.

Vzor tvrdého skloňování (vragъ, -ga, m.):
|    | singulár | duál     | plurál     |
| -- | -------- | -------- | ---------- |
| 1. | vrag-ъ   | vrag-a   | vradz-i    |
| 2. | vrag-a   | vrag-u   | vrag-ъ     |
| 3. | vrag-u   | vrag-oma | vrag-omъ   |
| 4. | vrag-ъ   | vrag-a   | vrag-y     |
| 5. | vraž-e   | vrag-a   | vradz-i    |
| 6. | vradz-ě  | vrag-u   | vradz-ěchъ |
| 7. | vrag-omь | vrag-oma | vrag-y     |

Vzor měkkého skloňování (otьcь, -ca, m.):
|    | singulár | duál     | plurál    |
| -- | -------- | -------- | --------- |
| 1. | otьc-ь   | otьc-a   | otьc-i    |
| 2. | otьc-a   | otьc-u   | otьc-ь    |
| 3. | otьc-u   | otьc-ema | otьc-emъ  |
| 4. | otьc-ь   | otьc-a   | otьc-ę    |
| 5. | otьč-e   | otьc-a   | otьc-i    |
| 6. | otьc-i   | otьc-u   | otьc-ichъ |
| 7. | otьc-emь | otьc-ema | otьc-i    |

### Deklinace druhá (u-kmenová)
Patří do ní podstatná jména mužského rodu zakončená v nominativu singuláru -ъ, v genitivu singuláru mají -u. Toto platí o slovech: činъ, domъ, ledъ, medъ, mirъ, polъ, sanъ, synъ, volъ, vrьchъ.

Vzor skloňování (volъ, -lu, m.):
|    | singulár | duál    | plurál    |
| -- | -------- | ------- | --------- |
| 1. | vol-ъ    | vol-y   | vol-ove   |
| 2. | vol-u    | vol-ovu | vol-ovъ   |
| 3. | vol-ovi  | vol-ъma | *vol-ъmъ  |
| 4. | vol-ъ    | vol-y   | vol-y     |
| 5. | vol-u    | vol-y   | vol-ove   |
| 6. | vol-u    | vol-ovu | *vol-ъchъ |
| 7. | *vol-ъmь | vol-ъma | vol-ъmi   |

Poznámka: Tvary označené hvězdičkou (*) nejsou doloženy, místo nich se používaly o-kmenové tvary podle první deklinace (instr.sg. vol-omь, dat.pl. vol-omъ, lok.pl. vol-ochъ).

### Deklinace třetí (i-kmenová)
Patří do ní podstatná jména mužského a ženského rodu zakončená v nominativu singuláru -ь, v genitivu singuláru mají -i.

Vzor skloňování ženských jmen (žiznь, -ni, ž.):
|    | singulár | duál            | plurál         |
| -- | -------- | --------------- | -------------- |
| 1. | žizn-ь   | žizn-i          | žizn-i         |
| 2. | žizn-i   | žizn-iji, (ьji) | žizn-ii, (ьji) |
| 3. | žizn-i   | žizn-ьma        | žizn-imъ       |
| 4. | žizn-ь   | žizn-i          | žizn-i         |
| 5. | žizn-i   | žizn-i          | žizn-i         |
| 6. | žizn-i   | žizn-ьju        | žizn-ьchъ      |
| 7. | žizn-ьjǫ | žizn-ьma        | žizn-ьmi       |

Vzor skloňování mužských jmen (gostь, -ti, m.):
|    | singulár | duál            | plurál          |
| -- | -------- | --------------- | --------------- |
| 1. | gost-ь   | gost-ьe         | gost-ьe         |
| 2. | gost-i   | gost-iji, (ьji) | gost-iji, (ьji) |
| 3. | gost-i   | gost-ьma        | gost-imъ        |
| 4. | gost-ь   | gost-ьe         | gost-i          |
| 5. | gost-i   | gost-ьe         | gost-i          |
| 6. | gost-i   | gost-ьju        | gost-ьchъ       |
| 7. | gost-ьmь | gost-ьma        | gost-ьmi        |

Poznámka: V nominativu a vokativu plurálu je v mladších textech koncovka -ьje. Podle tohoto vzoru se skloňují ve dvojném čísle i jména oko a ucho, mají však v genitivu a lokálu většinou koncovku -iju (oč-iju, uš-iju), v dativu a instrumentálu koncovku -ima (oč-ima, uš-ima).

### Deklinace čtvrtá (ā-kmenová a jā-kmenová)
Patří do ní podstatná jména mužského a ženského rodu zakončená v nominativu singuláru -a (tato mají v genitivu singuláru -y) nebo -'a či -'i (tato mají v genitivu singuláru -ę).

Vzor skloňování jmen zakončených na -a (ryba, -by, ž.):
|    | singulár | duál    | plurál   |
| -- | -------- | ------- | -------- |
| 1. | ryb-a    | ryb-ě   | ryb-y    |
| 2. | ryb-y    | ryb-u   | ryb-ъ    |
| 3. | ryb-ě    | ryb-ama | ryb-amъ  |
| 4. | ryb-ǫ    | ryb-ě   | ryb-y    |
| 5. | ryb-o    | ryb-ě   | ryb-y    |
| 6. | ryb-ě    | ryb-u   | ryb-achъ |
| 7. | ryb-ojǫ  | ryb-ama | ryb-ami  |

Vzor skloňování jmen zakončených na -'a (lъža, -žę, ž.) a -'i (bogyn'i, nę, ž.):
|    | singulár            | duál                | plurál                |
| -- | ------------------- | ------------------- | --------------------- |
| 1. | lъž-a, bogyn'-i     | lъž-i, bogyn'-i     | lъž-ę, bogyn-ję       |
| 2. | lъž-ę, bogyn-ję     | lъž-u, bogyn-ju     | lъž-ь, bogyn'-ь       |
| 3. | lъž-i, bogyn'-i     | lъž-ama, bogyn'-ěma | lъž-amъ, bogyn'-ěmъ   |
| 4. | lъž-ǫ, bogyn-jǫ     | lъž-i, bogyn'-i     | lъž-ę, bogyn-ję       |
| 5. | lъž-e, bogyn'-e     | lъž-i, bogyn'-i     | lъž-ę, bogyn-ję       |
| 6. | lъž-i, bogyn'-i     | lъž-u, bogyn-ju     | lъž-achъ, bogyn'-ěchъ |
| 7. | lъž-ejǫ, bogyn'-ejǫ | lъž-ama, bogyn'-ěma | lъž-ami, bogyn'-ěmi   |

Poznámka: V mladších textech bývá u vzoru bogyn'i ve vok.sg. koncovka -je (bogyn-je), v instr.sg. koncovka -jejǫ (bogyn-jejǫ), v dat.pl. koncovka -jamъ (bogyn-jamъ), v lok.pl. koncovka -jachъ (bogyn-jachъ), v instr.pl. koncovka -jami (bogyn-jami) a v dat. a instr.du. koncovka -jama (bogyn-jama).

### Deklinace čtvrtá (souhlásková)
Patří do ní podstatná jména všech rodů mající v nom.sg. a vok.sg. (a u středních i v ak.sg.) o jednu slabiku méně než v ostatních pádech, gen.sg. má vždy zakončení -e. Podle vztahu zakončení nom.sg. a gen.sg. se rozeznávají: 
1. n-kmeny (mužské -y (nebo -enь)/-ene, střední -ę/-ene),
2. ū-kmeny (-y/-ъve, ženské),
3. r-kmeny (-i/-ere, ženské),
4. s-kmeny (-o/-ese, střední),
5. t-kmeny (-ę/-ęte, střední).

Vzor skloňování n-kmenů mužského rodu (plamy, -mene, m.):
|    | singulár   | duál       | plurál      |
| -- | ---------- | ---------- | ----------- |
| 1. | plam-y     | plamen-i   | plamen-e    |
| 2. | plamen-e   | plamen-u   | plamen-ъ    |
| 3. | plamen-i   | plamen-ьma | plamen-ьmъ  |
| 4. | plamen-ь   | plamen-i   | plamen-i    |
| 5. | plam-y     | plamen-i   | plamen-e    |
| 6. | plamen-e   | plamen-u   | plamen-ьchъ |
| 7. | plamen-ьmь | plamen-ьma | plamen-ьmi  |

Poznámka: Podle tohoto vzoru se skloňují souhláskové kmeny mužského rodu. Každý typ má ovšem v nom. a vok. sg. své zakončení.

Vzor skloňování r-kmenů (mati, -tere, ž.):
|    | singulár  | duál | plurál     |
| -- | --------- | ---- | ---------- |
| 1. | mat-i     | -    | mater-i    |
| 2. | mater-e   | -    | mater-ъ    |
| 3. | mater-i   | -    | mater-ьmъ  |
| 4. | mater-ь   | -    | mater-i    |
| 5. | mat-i     | -    | mater-i    |
| 6. | mater-e   | -    | mater-ьchъ |
| 7. | mater-ьmь | -    | mater-ьmi  |

Poznámka: Podle tohoto vzoru se skloňují souhláskové kmeny ženského rodu. Každý typ má ovšem v nom. a vok. sg. své zakončení. Tvary dvojného čísla nejsou u souhláskových kmenů ženského rodu doloženy.

Vzor skloňování s-kmenů středního rodu (tělo, -lese, s.):
|    | singulár  | duál      | plurál     |
| -- | --------- | --------- | ---------- |
| 1. | těl-o     | těles-ě   | těles-a    |
| 2. | těles-e   | těles-u   | těles-ъ    |
| 3. | těles-i   | těles-ьma | těles-ьmъ  |
| 4. | těl-o     | těles-ě   | těles-a    |
| 5. | těl-o     | těles-ě   | těles-a    |
| 6. | těles-e   | těles-u   | těles-ьchъ |
| 7. | těles-ьmь | těles-ьma | těles-y    |

Poznámka: Podle tohoto vzoru se skloňují souhláskové kmeny středního rodu. Každý typ má ovšem v nom. a vok. sg. své zakončení.

## Přídavná jména
Přídavná jména se (v základním stupni) skloňují dvěma různými způsoby – tak rozeznáváme skloňování jmenné a skloňování složené. Kterékoli přídavné jméno se může skloňovat kterýmkoli z obou způsobů. Je však viditelná tendence používat skloňování jmenné, když je přídavné jméno v přísudku (tj. ve spojení se slovesem byti) a skloňování složené, když je přídavné jméno v přívlastku.

### Skloňování jmenné
Přídavná jména v tomto typu skloňování se skloňují stejně jako podstatná jména 1. a 4. deklinace. Podle 1. deklinace se tvoří mužské a střední tvary přídavného jména, podle 4. deklinace ženské tvary. Zda se použije měkký nebo tvrdý vzor, záleží na zakončení přídavného jména. V mužském rodu se na rozdíl od podstatných jmen vok.sg. většinou rovná nom.sg.

### Skloňování složené
Tento typ skloňování je mladší a vznikl z tvarů skloňování jmenného připojením tvarů (zaniklého) ukazovacího zájmena *jь, *ja, *je.

Tvrdý vzor skloňování složeného (dobryi, -raě, -roe):
|     | mužský rod | ženský rod | střední rod |
| --- | ---------- | ---------- | ----------- |
| sg. |            |            |             |
| 1.  | dobr-yi    | dobr-aě    | dobr-a      |
| 2.  | dobr-aego  | dobr-yję   | dobr-aego   |
| 3.  | dobr-uemu  | dobr-ěi    | dobr-uemu   |
| 4.  | dobr-yi    | dobr-ǫjǫ   | dobr-oe     |
| 5.  | dobr-yjь   | dobr-aě    | dobr-oe     |
| 6.  | dobr-ěemь  | dobr-ěi    | dobr-ěemь   |
| 7.  | dobr-yimь  | dobr-ojǫ   | dobr-yimь   |
| du. |            |            |             |
| 1.  | dobr-aě    | dobr-ěi    | dobr-ěi     |
| 2.  | dobr-uju   | dobr-uju   | dobr-uju    |
| 3.  | dobr-yima  | dobr-yima  | dobr-yima   |
| 4.  | dobr-aě    | dobr-ěi    | dobr-ěi     |
| 5.  | dobr-aě    | dobr-ěi    | dobr-ěi     |
| 6.  | dobr-uju   | dobr-uju   | dobr-uju    |
| 7.  | dobr-yima  | dobr-yima  | dobr-yima   |
| pl. |            |            |             |
| 1.  | dobr-ii    | dobr-yję   | dobr-aě     |
| 2.  | dobr-yichъ | dobr-yichъ | dobr-yichъ  |
| 3.  | dobr-yimъ  | dobr-yimъ  | dobr-yimъ   |
| 4.  | dobr-yję   | dobr-yję   | dobr-aě     |
| 5.  | dobr-ii    | dobr-yję   | dobr-aě     |
| 6.  | dobr-yichъ | dobr-yichъ | dobr-yichъ  |
| 7.  | dobr-yimi  | dobr-yimi  | dobr-yimi   |

Poznámka: V mladších textech bývá v mužském rodu v gen.sg. koncovka -ajego (dobr-ajego), v dat.sg. koncovka -ujemu (dobr-ujemu), v lok.sg. koncovka -ějemь (dobr-ějemь), v nom., ak. a vok. du. koncovka -aja (dobr-aja), v ženském rodu v nom. a vok.sg. koncovka -aja (dobr-aja), ve středním rodu v nom. a vok.sg. koncovka -oje (dobr-oje) a v nom. a vok.pl. koncovka -aja (dobr-aja).

Měkký vzor skloňování složeného (ništii, -taě, -tee):
|     | mužský rod | ženský rod | střední rod |
| --- | ---------- | ---------- | ----------- |
| sg. |            |            |             |
| 1.  | ništ-ii    | ništ-aě    | ništ-ee     |
| 2.  | ništ-aego  | ništ-ęję   | ništ-aego   |
| 3.  | ništ-uemu  | ništ-ii    | ništ-uemu   |
| 4.  | ništ-ii    | ništ-ǫjǫ   | ništ-ee     |
| 5.  | ništ-ii    | ništ-aě    | ništ-ee     |
| 6.  | ništ-iimь  | ništ-ii    | ništ-iimь   |
| 7.  | ništ-iimь  | ništ-ejǫ   | ništ-iimь   |
| du. |            |            |             |
| 1.  | ništ-aě    | ništ-ii    | ništ-ii     |
| 2.  | ništ-uju   | ništ-uju   | ništ-uju    |
| 3.  | ništ-iima  | ništ-iima  | ništ-iima   |
| 4.  | ništ-aě    | ništ-ii    | ništ-ii     |
| 5.  | ništ-aě    | ništ-ii    | ništ-ii     |
| 6.  | ništ-uju   | ništ-uju   | ništ-uju    |
| 7.  | ništ-iima  | ništ-iima  | ništ-iima   |
| pl. |            |            |             |
| 1.  | ništ-ii    | ništ-ęję   | ništ-aě     |
| 2.  | ništ-iichъ | ništ-iichъ | ništ-iichъ  |
| 3.  | ništ-iimъ  | ništ-iimъ  | ništ-iimъ   |
| 4.  | ništ-ęję   | ništ-ęję   | ništ-aě     |
| 5.  | ništ-ii    | ništ-ęję   | ništ-aě     |
| 6.  | ništ-iichъ | ništ-iichъ | ništ-iichъ  |
| 7.  | ništ-iimi  | ništ-iimi  | ništ-iimi   |

Poznámka: V mladších textech bývá v mužském rodu v gen.sg. koncovka -ajego (ništ-ajego), v dat.sg. koncovka -ujemu (ništ-ujemu), v nom., ak. a vok.du. koncovka -aja (ništ-aja), v ženském rodu v nom.sg. koncovka -aja (ništ-aja), ve středním rodu v nom.sg. koncovka -eje (ništ-eje) a v nom., ak. a vok.pl. koncovka -aja (ništ-aja).

### Stupňování přídavných jmen

#### Druhý stupeň (komparativ)
Druhý stupeň přídavných jmen se tvoří dvěma způsoby – kratším nebo delším. Kratší způsob je méně užívaný, tvoří se přidáním zakončení -jьjь v nom.sg. mužs., -jьši v nom.sg. žens. a -je v nom.sg. stř. rodu. Většinou se užívá u přídavných jmen zakončených příponami -ъkъ, -okъ a -ьkъ (tyto přípony se pak při tvoření druhého stupně vynechávají) a ke tvoření tvarů druhého stupně od kmenů, od nichž není utvořen základní stupeň (týká se zejména nepravidelného stupňování), u ostatních přídavných jmen zřídka. Před -j- na začátku přípony se měkčí předchozí souhláska a -j- většinou zaniká.

Delší způsob je obvyklejší, tvoří se přidáním zakončení -ějь v nom.sg. mužs., -ějši v nom.sg. žens. a -ěje v nom.sg. stř. rodu, přídavná jména zakončená na -ьnъ jej užívají výhradně. Obojí způsob se může užít jak ve skloňování jmenném, tak složeném. Končí-li základ přídavného jména na -k-, -g- nebo -ch-, měkčí se tyto souhlásky na -č-, -ž- a -š- a -ě- v příponě se mění na -a-.

Vzor kratšího tvoření druhého stupně ve skloňování jmenném (gor'ijь, -'ьši, -'e):
|     | mužský rod  | ženský rod  | střední rod |
| --- | ----------- | ----------- | ----------- |
| sg. |             |             |             |
| 1.  | gor'-ijь    | gor'-ьši    | gor-je      |
| 2.  | gor'-ьša    | gor'-ьšę    | gor'-ьša    |
| 3.  | gor'-ьšu    | gor'-ьši    | gor'-ьšu    |
| 4.  | gor'-ijь    | gor'-ьšǫ    | gor-je      |
| 5.  | gor'-ijь    | gor'-ьši    | gor-je      |
| 6.  | gor'-ьši    | gor'-ьši    | gor'-ьši    |
| 7.  | gor'-ьšemь  | gor'-ьšejǫ  | gor'-ьšemь  |
| du. |             |             |             |
| 1.  | gor'-ьša    | gor'-ьši    | gor'-ьši    |
| 2.  | gor'-ьšu    | gor'-ьšu    | gor'-ьšu    |
| 3.  | gor'-ьšema  | gor'-ьšama  | gor'-ьšema  |
| 4.  | gor'-ьša    | gor'-ьši    | gor'-ьši    |
| 5.  | gor'-ьša    | gor'-ьši    | gor'-ьši    |
| 6.  | gor'-ьšu    | gor'-ьšu    | gor'-ьšu    |
| 7.  | gor'-ьšema  | gor'-ьšama  | gor'-ьšema  |
| pl. |             |             |             |
| 1.  | gor'-ьše    | gor'-ьšę    | gor'-ьša    |
| 2.  | gor'-ьšь    | gor'-ьšь    | gor'-ьšь    |
| 3.  | gor'-ьšemъ  | gor'-ьšamъ  | gor'-ьšemъ  |
| 4.  | gor'-ьšę    | gor'-ьšę    | gor'-ьša    |
| 5.  | gor'-ьše    | gor'-ьšę    | gor'-ьša    |
| 6.  | gor'-ьšichъ | gor'-ьšachъ | gor'-ьšichъ |
| 7.  | gor'-ьši    | gor'-ьšami  | gor'-ьši    |

Vzor delšího tvoření druhého stupně ve skloňování složeném (grěšьnějь, -nějšiě, -nějšee):
|     | mužský rod        | ženský rod        | střední rod       |
| --- | ----------------- | ----------------- | ----------------- |
| sg. |                   |                   |                   |
| 1.  | grěšьn-ějь        | grěšьn-ějьšiě     | grěšьn-ějьšee     |
| 2.  | grěšьn-ějьšaego   | grěšьn-ějьšęję    | grěšьn-ějьšaego   |
| 3.  | grěšьn-ějьšuemu   | grěšьn-ějьšii     | grěšьn-ějьšuemu   |
| 4.  | grěšьn-ějь        | grěšьn-ějьšǫjǫ    | grěšьn-ějьšee     |
| 5.  | grěšьn-ějь        | grěšьn-ějьšiě     | grěšьn-ějьšee     |
| 6.  | grěšьn-ějьšijьmь  | grěšьn-ějьšii     | grěšьn-ějьšijьmь  |
| 7.  | grěšьn-ějьšьjьmь  | grěšьn-ějьšejǫ    | grěšьn-ějьšьjьmь  |
| du. |                   |                   |                   |
| 1.  | grěšьn-ějьšaě     | grěšьn-ějьšijь    | grěšьn-ějьšijь    |
| 2.  | grěšьn-ějьšuju    | grěšьn-ějьšuju    | grěšьn-ějьšuju    |
| 3.  | grěšьn-ějьšijьma  | grěšьn-ějьšijьma  | grěšьn-ějьšijьma  |
| 4.  | grěšьn-ějьšaě     | grěšьn-ějьšijь    | grěšьn-ějьšijь    |
| 5.  | grěšьn-ějьšaě     | grěšьn-ějьšijь    | grěšьn-ějьšijь    |
| 6.  | grěšьn-ějьšuju    | grěšьn-ějьšuju    | grěšьn-ějьšuju    |
| 7.  | grěšьn-ějьšьjьma  | grěšьn-ějьšьjьma  | grěšьn-ějьšьjьma  |
| pl. |                   |                   |                   |
| 1.  | grěšьn-ějьšei     | grěšьn-ějьšęję    | grěšьn-ějьšaě     |
| 2.  | grěšьn-ějьšьjьchъ | grěšьn-ějьšьjьchъ | grěšьn-ějьšьjьchъ |
| 3.  | grěšьn-ějьšьjьmъ  | grěšьn-ějьšьjьmъ  | grěšьn-ějьšьjьmъ  |
| 4.  | grěšьn-ějьšęję    | grěšьn-ějьšęję    | grěšьn-ějьšaě     |
| 5.  | grěšьn-ějьšei     | grěšьn-ějьšęję    | grěšьn-ějьšaě     |
| 6.  | grěšьn-ějьšijьchъ | grěšьn-ějьšьjьchъ | grěšьn-ějьšьjьchъ |
| 7.  | grěšьn-ějьšьjьmi  | grěšьn-ějьšьjьmi  | grěšьn-ějьšьjьmi  |

Poznámka: V mladších textech se vyskytují v koncovkách stejné hláskové obměny jako u složeného skloňování základního stupně přídavných jmen (viz tam).

#### Třetí stupeň
Třetí stupeň přídavných jmen se tvoří několika způsoby:

a) pomocí přípony naji- připojované ke tvaru druhého stupně,

b) pomocí přípony prě- připojované ke tvary základního stupně,

c) pomocí příslovce dzělo kladeného před tvar základního stupně,

d) ve srovnání (výběr z množiny) pouhým tvarem druhého stupně.

## Zájmena
Zájmena se podle skloňování dělí na dvě skupiny – zájmena osobní a zájmena rodová (ukazovací, vztažná, vytýkací, tázací, neurčitá, záporná, souhrnná, přivlastňovací).

### Zájmena osobní
Skloňování zájmen osobních a zájmena zvratného:
|     | první osoba | druhá osoba | zvratné zájmeno |
| --- | ----------- | ----------- | --------------- |
| sg. |             |             |                 |
| 1.  | azъ         | ty          | -               |
| 2.  | mene        | tebe        | sebe            |
| 3.  | mьně, mi    | tebě, ti    | sebě, si        |
| 4.  | mę          | tę          | sę              |
| 5.  | -           | -           | -               |
| 6.  | mьně        | tebě        | sebě            |
| 7.  | mъnojǫ      | tobojǫ      | sobojǫ          |
| du. |             |             |                 |
| 1.  | vě          | va          |                 |
| 2.  | naju        | vaju        |                 |
| 3.  | nama        | vama        |                 |
| 4.  | na          | va          |                 |
| 5.  | -           | -           |                 |
| 6.  | naju        | vaju        |                 |
| 7.  | nama        | vama        |                 |
| pl. |             |             |                 |
| 1.  | my          | vy          |                 |
| 2.  | nasъ        | vasъ        |                 |
| 3.  | namъ        | vamъ        |                 |
| 4.  | ny          | vy          |                 |
| 5.  | -           | -           |                 |
| 6.  | nasъ        | vasъ        |                 |
| 7.  | nami        | vami        |                 |

Poznámka: V dat.sg. jsou tvary mьně, tebě, sebě přízvučné, tvary mi, ti, si nepřízvučné.

### Zájmena rodová

#### Vzor skloňování zájmen ukazovacích (tъ, ta, to)
|     | mužský rod | ženský rod | střední rod |
| sg. |            |            |             |
| 1.  | t-ъ        | t-a        | t-o         |
| 2.  | t-ogo      | t-oję      | t-ogo       |
| 3.  | t-omu      | t-oji      | t-omu       |
| 4.  | t-ъ        | t-ǫ        | t-o         |
| 5.  | -          | -          | -           |
| 6.  | t-omь      | t-oji      | t-omь       |
| 7.  | t-ěmь      | t-ojǫ      | t-ěmь       |
| du. |            |            |             |
| 1.  | t-a        | t-ě        | t-ě         |
| 2.  | t-oju      | t-oju      | t-oju       |
| 3.  | t-ěma      | t-ěma      | t-ěma       |
| 4.  | t-a        | -ě         | t-ě         |
| 5.  | -          | -          | -           |
| 6.  | t-oju      | t-oju      | t-oju       |
| 7.  | t-ěma      | t-ěma      | t-ěma       |
| pl. |            |            |             |
| 1.  | t-i        | t-y        | t-a         |
| 2.  | t-ěchъ     | t-ěchъ     | t-ěchъ      |
| 3.  | t-ěmъ      | t-ěmъ      | t-ěmъ       |
| 4.  | t-y        | t-y        | t-a         |
| 5.  | -          | -          | -           |
| 6.  | t-ěchъ     | t-ěchъ     | t-ěchъ      |
| 7.  | t-ěmi      | t-ěmi      | t-ěmi       |

Podle tohoto vzoru se skloňují ukazovací zájmena onъ, ovъ, takъ, tolikъ, selikъ, tázací zájmena kakъ, kolikъ, vztažná zájmena jakъ, jelikъ, souhrnné zájmeno vьsjakъ, zájmeno vytýkací samъ, číslovky jedinъ, dъva, oba a přídavná jména mъnogъ, drugъ a inъ. Přídavná jména mъnogъ, drugъ a zakončená na -likъ mají zájmenné tvary jen v pádech, kde je před souhláskou koncovky hlásku -ě-, jinak mají tvary jmenného nebo složeného skloňování přídavných jmen.

#### Skloňování ukazovacího zájmena jь, ja, je
|     | mužský rod | ženský rod | střední rod |
| sg. |            |            |             |
| 1.  | *j-ь       | *j-a       | *j-e        |
| 2.  | j-ego      | j-eję      | j-ego       |
| 3.  | j-emu      | j-ei       | j-emu       |
| 4.  | j-ь        | j-ǫ        | j-e         |
| 5.  | -          | -          | -           |
| 6.  | j-emь      | j-ei       | j-emь       |
| 7.  | j-imь      | j-ejǫ      | j-imь       |
| du. |            |            |             |
| 1.  | *j-a       | *j-i       | *j-i        |
| 2.  | j-eju      | j-eju      | j-eju       |
| 3.  | j-ima      | j-ima      | j-ima       |
| 4.  | *j-a       | *j-i       | *j-i        |
| 5.  | -          | -          | -           |
| 6.  | j-eju      | j-eju      | j-eju       |
| 7.  | j-ima      | j-ima      | j-ima       |
| pl. |            |            |             |
| 1.  | *j-i       | *j-ę       | *j-a        |
| 2.  | j-ichъ     | j-ichъ     | j-ichъ      |
| 3.  | j-imъ      | j-imъ      | j-imъ       |
| 4.  | j-ę        | j-ę        | j-ě         |
| 5.  | -          | -          | -           |
| 6.  | j-ichъ     | j-ichъ     | j-ichъ      |
| 7.  | j-imi      | j-imi      | j-imi       |

Podle tohoto vzoru se skloňují přivlastňovací zájmena mojь, tvojь, svojь, našь, vašь, tázací zájmeno čьjь, ukazovací zájmeno sicь, přídavné jméno tuždь (ale může se skloňovat i podle přídavných jmen) a číslovky podílné dъvojь, obojь a trojь. Tvary označené hvězdičkou (*) nejsou u zájmena jь doloženy. V mladších textech je u zájmena jь ve středním rodu v ak.pl. tvar j-a.

#### Skloňování zájmena vьsь, vьsě, vьse
|     | mužský rod | ženský rod | střední rod |
| sg. |            |            |             |
| 1.  | vьsyjь     | vьsě       | vьse        |
| 2.  | vьsego     | vьseję     | vьsego      |
| 3.  | vьsemu     | vьsei      | vьsemu      |
| 4.  | vьsь       | vьsjǫ      | vьse        |
| 5.  | -          | -          | -           |
| 6.  | vьsemь     | vьsei      | vьsemь      |
| 7.  | vьsěmь     | vьsejǫ     | vьsěmь      |
| pl. |            |            |             |
| 1.  | vьsi       | vьsę       | vьsě        |
| 2.  | vьsěchъ    | vьsěchъ    | vьsěchъ     |
| 3.  | vьsěmъ     | vьsěmъ     | vьsěmъ      |
| 4.  | vьsę       | vьsę       | vьsě        |
| 5.  | -          | -          | -           |
| 6.  | vьsěchъ    | vьsěchъ    | vьsěchъ     |
| 7.  | vьsěmi     | vьsěmi     | vьsěmi      |

Poznámka: Ve dvojném čísle se zájmeno vьsь nevyskytuje.

#### Skloňování zájmena sь, si, se
|     | mužský rod | ženský rod | střední rod |
| sg. |            |            |             |
| 1.  | sь         | si         | se          |
| 2.  | sego       | seję       | sego        |
| 3.  | semu       | sei        | semu        |
| 4.  | sь         | sьjǫ       | se          |
| 5.  | -          | -          | -           |
| 6.  | semь       | sei        | semь        |
| 7.  | simь       | sejǫ       | simь        |
| du. |            |            |             |
| 1.  | sьě        | si         | si          |
| 2.  | seju       | seju       | seju        |
| 3.  | sima       | sima       | sima        |
| 4.  | sьě        | si         | si          |
| 5.  | saě        | sěi        | sěi         |
| 6.  | -          | -          | -           |
| 7.  | sima       | sima       | sima        |
| pl. |            |            |             |
| 1.  | sii        | sьję       | si          |
| 2.  | sichъ      | sichъ      | sichъ       |
| 3.  | simъ       | simъ       | simъ        |
| 4.  | sьję       | sьję       | si          |
| 5.  | -          | -          | -           |
| 6.  | sichъ      | sichъ      | sichъ       |
| 7.  | simi       | simi       | simi        |

Poznámka: V mladších textech je v mužském rodu v nom. a ak.du. koncovka -ьja (s-ьja).

#### Skloňování tázacího zájmena kyi, kaě, koe
|     | mužský rod | ženský rod | střední rod |
| sg. |            |            |             |
| 1.  | kyi        | kaě        | koe         |
| 2.  | koego      | koeję      | koego       |
| 3.  | koemu      | koei       | koemu       |
| 4.  | kyi        | kǫjǫ       | koe         |
| 5.  | -          | -          | -           |
| 6.  | koemь      | koei       | koemь       |
| 7.  | kyimь      | koejǫ      | kyimь       |
| du. |            |            |             |
| 1.  | -          | cěi        | cěi         |
| 2.  | -          | -          | -           |
| 3.  | -          | -          | -           |
| 4.  | -          | cěi        | cěi         |
| 5.  | -          | -          | -           |
| 6.  | -          | -          | -           |
| 7.  | -          | -          | -           |
| pl. |            |            |             |
| 1.  | cii        | kyję       | kaě         |
| 2.  | kyichъ     | kyichъ     | kyichъ      |
| 3.  | kyimъ      | kyimъ      | kyimъ       |
| 4.  | kyję       | kyję       | kaě         |
| 5.  | -          | -          | -           |
| 6.  | kyichъ     | kyichъ     | kyichъ      |
| 7.  | kyimi      | kyimi      | kyimi       |

Poznámka: Ve dvojném čísle je zájmeno kyi doloženo jen v uvedených pádech.

#### Skloňování zájmen tázacích kъto a čьto
| sg. |      |        |
| 1.  | kъto | čьto   |
| 2.  | kogo | česo   |
| 3.  | komu | česomu |
| 4.  | kogo | čьto   |
| 5.  | -    | -      |
| 6.  | komь | čemь   |
| 7.  | cěmь | čimь   |

Poznámka: Zájmena kъto a čьto se nevyskytují v dvojném a množném čísle.

## Slovesná participia
Participia jsou sice tvary utvořené od sloves, ale jednou z jejich podstatných vlastností – která je spojuje se jmény – je skutečnost, že se skloňují, proto jsou zde zařazena mezi jména do oddílu skloňování.

### Participium přítomné (prézenta) činné
Participium přítomné činné se tvoří od prézentního slovesného kmene (viz u sloves); u první a druhé slovesné třídy (viz u sloves) má v nom.sg. mužského rodu zakončení -y, v gen.sg. -ǫšta, u třetí slovesné třídy v nom.sg. mužského rodu zakončení -'ę, v gen.sg. -jǫšta, u čtvrté slovesné třídy v nom.sg. mužského rodu zakončení -ę a v gen.sg. -ęšta. Participium přítomné činné se skloňuje jako přídavné jméno.

Vzor skloňování participia přítomného činného sloves první a druhé třídy (nesy, -sǫšta) ve skloňování jmenném:
|     | mužský rod  | ženský rod  | střední rod |
| sg. |             |             |             |
| 1.  | nes-y       | nes-ǫšti    | nes-y       |
| 2.  | nes-ǫšta    | nes-ǫštę    | nes-ǫšta    |
| 3.  | nes-ǫštu    | nes-ǫšti    | nes-ǫštu    |
| 4.  | nes-ǫštь    | nes-ǫštǫ    | nes-ǫšte    |
| 5.  | nes-y       | nes-ǫšti    | nes-y       |
| 6.  | nes-ǫšti    | nes-ǫšti    | nes-ǫšti    |
| 7.  | nes-ǫštemь  | nes-ǫštejǫ  | nes-ǫštemь  |
| du. |             |             |             |
| 1.  | nes-ǫšta    | nes-ǫšti    | nes-ǫšti    |
| 2.  | nes-ǫštu    | nes-ǫštu    | nes-ǫštu    |
| 3.  | nes-ǫštema  | nes-ǫštama  | nes-ǫštema  |
| 4.  | nes-ǫšta    | nes-ǫšti    | nes-ǫšti    |
| 5.  | nes-ǫšta    | nes-ǫšti    | nes-ǫšti    |
| 6.  | nes-ǫštu    | nes-ǫštu    | nes-ǫštu    |
| 7.  | nes-ǫštema  | nes-ǫštama  | nes-ǫštema  |
| pl. |             |             |             |
| 1.  | nes-ǫšte    | nes-ǫštę    | nes-ǫšta    |
| 2.  | nes-ǫštь    | nes-ǫštь    | nes-ǫštь    |
| 3.  | nes-ǫštemъ  | nes-ǫštamъ  | nes-ǫštemъ  |
| 4.  | nes-ǫštę    | nes-ǫštę    | nes-ǫšta    |
| 5.  | nes-ǫšte    | nes-ǫštę    | nes-ǫšta    |
| 6.  | nes-ǫštichъ | nes-ǫštachъ | nes-ǫštichъ |
| 7.  | nes-ǫšti    | nes-ǫštami  | nes-ǫšti    |

Vzor skloňování participia přítomného činného sloves třetí (znaję, -jęšta) a čtvrté třídy (chvalę, -ęšta) ve skloňování jmenném:
|     | mužský rod   | ženský rod   | střední rod  |  |    | mužský rod    | ženský rod    | střední rod   |
| sg. |              |              |              |  |    |               |               |               |
| 1.  | znaj-ę       | znaj-ǫšti    | znaj-ę       |  | 1. | chval-ę       | chval-ęšti    | chval-ę       |
| 2.  | znaj-ǫšta    | znaj-ǫštę    | znaj-ǫšta    |  | 2. | chval-ęšta    | chval-ęštę    | chval-ęšta    |
| 3.  | znaj-ǫštu    | znaj-ǫšti    | znaj-ǫštu    |  | 3. | chval-ęštu    | chval-ęšti    | chval-ęštu    |
| 4.  | znaj-ǫštь    | znaj-ǫštǫ    | znaj-ǫšte    |  | 4. | chval-ęštь    | chval-ęštę    | chval-ęšte    |
| 5.  | znaj-ę       | znaj-ǫšti    | znaj-ę       |  | 5. | chval-ę       | chval-ęšti    | chval-ę       |
| 6.  | znaj-ǫšti    | znaj-ǫšti    | znaj-ǫšti    |  | 6. | chval-ęšti    | chval-ęšti    | chval-ęšti    |
| 7.  | znaj-ǫštemь  | znaj-ǫštejǫ  | znaj-ǫštemь  |  | 7. | chval-ęštemь  | chval-ęštejǫ  | chval-ęštemь  |
| du. |              |              |              |  |    |               |               |               |
| 1.  | znaj-ǫšta    | znaj-ǫšti    | znaj-ǫšti    |  | 1. | chval-ęšta    | chval-ęšti    | chval-ęšti    |
| 2.  | znaj-ǫštu    | znaj-ǫštu    | znaj-ǫštu    |  | 2. | chval-ęštu    | chval-ęštu    | chval-ęštu    |
| 3.  | znaj-ǫštema  | znaj-ǫštama  | znaj-ǫštema  |  | 3. | chval-ęštema  | chval-ęštama  | chval-ęštema  |
| 4.  | znaj-ǫšta    | znaj-ǫšti    | znaj-ǫšti    |  | 4. | chval-ęšta    | chval-ęšti    | chval-ęšti    |
| 5.  | znaj-ǫšta    | znaj-ǫšti    | znaj-ǫšti    |  | 5. | chval-ęšta    | chval-ęšti    | chval-ęšti    |
| 6.  | znaj-ǫštu    | znaj-ǫštu    | znaj-ǫštu    |  | 6. | chval-ęštu    | chval-ęštu    | chval-ęštu    |
| 7.  | znaj-ǫštema  | znaj-ǫštama  | znaj-ǫštema  |  | 7. | chval-ęštema  | chval-ęštama  | chval-ęštema  |
| pl. |              |              |              |  |    |               |               |               |
| 1.  | znaj-ǫšte    | znaj-ǫštę    | znaj-ǫšta    |  | 1. | chval-ęšte    | chval-ęštę    | chval-ęšta    |
| 2.  | znaj-ǫštь    | znaj-ǫštь    | znaj-ǫštь    |  | 2. | chval-ǫštь    | chval-ęštь    | chval-ęštь    |
| 3.  | znaj-ǫštemъ  | znaj-ǫštamъ  | znaj-ǫštemъ  |  | 3. | chval-ęštemъ  | chval-ęštamъ  | chval-ęštemъ  |
| 4.  | znaj-ǫštę    | znaj-ǫštę    | znaj-ǫšta    |  | 4. | chval-ęštę    | chval-ęštę    | chval-ęšta    |
| 5.  | znaj-ǫšte    | znaj-ǫštę    | znaj-ǫšta    |  | 5. | chval-ęšte    | chval-ęštę    | chval-ęšta    |
| 6.  | znaj-ǫštichъ | znaj-ǫštachъ | znaj-ǫštichъ |  | 6. | chval-ęštichъ | chval-ęštachъ | chval-ęštichъ |
| 7.  | znaj-ǫšti    | znaj-ǫštami  | znaj-ǫšti    |  | 7. | chval-ęšti    | chval-ęštami  | chval-ęšti    |

### Participium minulé (prézenta) trpné
Participium minulé trpné se tvoří od přítomného slovesného kmene (zakončeného u jednotlivých tříd na -o-, -no-, -je-, -i-, viz u sloves) přidáním přípony -m-. Participium minulé trpné se skloňuje jako tvrdý vzor přídavných jmen jmenného nebo složeného skloňování.

Vzor skloňování participia přítomného trpného sloves první třídy ve skloňování jmenném (vedomъ, -ma, -mo):
|     | mužský rod  | ženský rod  | střední rod |
| sg. |             |             |             |
| 1.  | vedo-m-ъ    | vedo-m-a    | vedo-m-o    |
| 2.  | vedo-m-a    | vedo-m-y    | vedo-m-a    |
| 3.  | vedo-m-u    | vedo-m-ě    | vedo-m-u    |
| 4.  | vedo-m-ъ    | vedo-m-ǫ    | vedo-m-o    |
| 5.  | vedo-m-ъ    | vedo-m-o    | vedo-m-o    |
| 6.  | vedo-m-ě    | vedo-m-ě    | vedo-m-ě    |
| 7.  | vedo-m-omь  | vedo-m-ojǫ  | vedo-m-omь  |
| du. |             |             |             |
| 1.  | vedo-m-a    | vedo-m-ě    | vedo-m-ě    |
| 2.  | vedo-m-u    | vedo-m-u    | vedo-m-u    |
| 3.  | vedo-m-oma  | vedo-m-ama  | vedo-m-oma  |
| 4.  | vedo-m-a    | vedo-m-ě    | vedo-m-ě    |
| 5.  | vedo-m-a    | vedo-m-ě    | vedo-m-ě    |
| 6.  | vedo-m-u    | vedo-m-u    | vedo-m-u    |
| 7.  | vedo-m-oma  | vedo-m-ama  | vedo-m-oma  |
| pl. |             |             |             |
| 1.  | vedo-m-i    | vedo-m-y    | vedo-m-a    |
| 2.  | vedo-m-ъ    | vedo-m-ъ    | vedo-m-ъ    |
| 3.  | vedo-m-omъ  | vedo-m-amъ  | vedo-m-omъ  |
| 4.  | vedo-m-y    | vedo-m-y    | vedo-m-a    |
| 5.  | vedo-m-i    | vedo-m-y    | vedo-m-a    |
| 6.  | vedo-m-ěchъ | vedo-m-achъ | vedo-m-ěchъ |
| 7.  | vedo-m-y    | vedo-m-ami  | vedo-m-y    |

### Participium minulé (préterita)
Participium minulé činné se tvoří od infinitivního slovesného kmene (viz u sloves). Pokud je infinitivní slovesný kmen zakončen na souhlásku, připojuje se za kmen (a před koncovku) přípona -ъš- a v mužském rodu v nom.sg. je koncovka -ъ, pokud je infinitivní slovesný kmen zakončen na samohlásku -i, připojuje se za kmen (a před koncovku) přípona -'ьš- a v mužském rodu v nom.sg. je koncovka -'ь, pokud je infinitivní slovesný kmen zakončen na jinou samohlásku, připojuje se za kmen (a před koncovku) přípona -vъš- a v mužském rodu v nom.sg. je koncovka -vъ. Participium minulé činné se skloňuje jako přídavné jméno.
Vzor skloňování participia minulého činného sloves s kmenem zakončeným na souhlásku ve skloňování jmenném (nesъ, -sъša):
|     | mužský rod | ženský rod | střední rod |
| sg. |            |            |             |
| 1.  | nes-ъ      | nes-ъši    | nes-ъ       |
| 2.  | nes-ъša    | nes-ъšę    | nes-ъša     |
| 3.  | nes-ъšu    | nes-ъši    | nes-ъšu     |
| 4.  | nes-ъšь    | nes-ъšǫ    | nes-ъše     |
| 5.  | nes-ъ      | nes-ъši    | nes-ъ       |
| 6.  | nes-ъši    | nes-ъši    | nes-ъši     |
| 7.  | nes-ъšemь  | nes-ъšejǫ  | nes-ъšemь   |
| du. |            |            |             |
| 1.  | nes-ъša    | nes-ъši    | nes-ъši     |
| 2.  | nes-ъšu    | nes-ъšu    | nes-ъšu     |
| 3.  | nes-ъšema  | nes-ъšama  | nes-ъšema   |
| 4.  | nes-ъša    | nes-ъši    | nes-ъši     |
| 5.  | nes-ъša    | nes-ъši    | nes-ъši     |
| 6.  | nes-ъšu    | nes-ъšu    | nes-ъšu     |
| 7.  | nes-ъšema  | nes-ъšama  | nes-ъšema   |
| pl. |            |            |             |
| 1.  | nes-ъše    | nes-ъšę    | nes-ъša     |
| 2.  | nes-ъšь    | nes-ъšь    | nes-ъšь     |
| 3.  | nes-ъšemъ  | nes-ъšamъ  | nes-ъšemъ   |
| 4.  | nes-ъšę    | nes-ъšę    | nes-ъša     |
| 5.  | nes-ъše    | nes-ъšę    | nes-ъša     |
| 6.  | nes-ъšichъ | nes-ъšachъ | nes-šichъ   |
| 7.  | nes-ъši    | nes-ъšami  | nes-ъši     |

Vzor skloňování participia minulého činného sloves s kmenem zakončeným na samohlásku -i ve skloňování jmenném (chval'ь, -'lьša):
|     | mužský rod    | ženský rod    | střední rod   |
| sg. |               |               |               |
| 1.  | chval'-ь      | chval'-ьši    | chval'-ь      |
| 2.  | chval'-ьša    | chval'-ьšę    | chval'-ьša    |
| 3.  | chval'-ьšu    | chval'-ьši    | chval'-ьšu    |
| 4.  | chval'-ьšь    | chval'-ьšǫ    | chval'-ьše    |
| 5.  | chval'-ь      | chval'-ьši    | chval'-ь      |
| 6.  | chval'-ьši    | chval'-ьši    | chval'-ьši    |
| 7.  | chval'-ьšemь  | chval'-ьšejǫ  | chval'-ьšemь  |
| du. |               |               |               |
| 1.  | chval'-ьša    | chval'-ьši    | chval'-ьši    |
| 2.  | chval'-ьšu    | chval'-ьšu    | chval'-ьšu    |
| 3.  | chval'-ьšema  | chval'-ьšama  | chval'-ьšema  |
| 4.  | chval'-ьša    | chval'-ьši    | chval'-ьši    |
| 5.  | chval'-ьša    | chval'-ьši    | chval'-ьši    |
| 6.  | chval'-ьšu    | chval'-ьšu    | chval'-ьšu    |
| 7.  | chval'-ьšema  | chval'-ьšama  | chval'-ьšema  |
| pl. |               |               |               |
| 1.  | chval'-ьše    | chval'-ьšę    | chval'-ьša    |
| 2.  | chval'-ьšь    | chval'-ьšь    | chval'-ьšь    |
| 3.  | chval'-ьšemъ  | chval'-ьšamъ  | chval'-ьšemъ  |
| 4.  | chval'-ьšę    | chval'-ьšę    | chval'-ьša    |
| 5.  | chval'-ьše    | chval'-ьšę    | chval'-ьša    |
| 6.  | chval'-ьšichъ | chval'-ьšachъ | chval'-ьšichъ |
| 7.  | chval'-ьši    | chval'-ьšami  | chval'-ьši    |

Vzor skloňování participia minulého činného sloves s kmenem zakončeným na jinou samohlásku -i ve skloňování jmenném (znav'ь, -'ša):
|     | mužský rod  | ženský rod  | střední rod |
| sg. |             |             |             |
| 1.  | znav-ъ      | znav-ъši    | znav-ъ      |
| 2.  | znav-ъša    | znav-ъšę    | znav-ъša    |
| 3.  | znav-ъšu    | znav-ъši    | znav-ъšu    |
| 4.  | znav-ъšь    | znav-ъšǫ    | znav-ъše    |
| 5.  | znav-ъ      | znav-ъši    | znav-ъ      |
| 6.  | znav-ъši    | znav-ъši    | znav-ъši    |
| 7.  | znav-ъšemь  | znav-ъšejǫ  | znav-ъšemь  |
| du. |             |             |             |
| 1.  | znav-ъša    | znav-ъši    | znav-ъši    |
| 2.  | znav-ъšu    | znav-ъšu    | znav-ъšu    |
| 3.  | znav-ъšema  | znav-ъšama  | znav-ъšema  |
| 4.  | znav-ъša    | znav-ъši    | znav-ъši    |
| 5.  | znav-ъša    | znav-ъši    | znav-ъši    |
| 6.  | znav-ъšu    | znav-ъšu    | znav-ъšu    |
| 7.  | znav-ъšema  | znav-ъšama  | znav-ъšema  |
| pl. |             |             |             |
| 1.  | znav-ъše    | znav-ъšę    | znav-ъša    |
| 2.  | znav-ъšь    | znav-ъšь    | znav-ъšь    |
| 3.  | znav-ъšemъ  | znav-ъšamъ  | znav-ъšemъ  |
| 4.  | znav-ъšę    | znav-ъšę    | znav-ъša    |
| 5.  | znav-ъše    | znav-ъšę    | znav-ъša    |
| 6.  | znav-ъšichъ | znav-ъšachъ | znav-ъšichъ |
| 7.  | znav-ъši    | znav-ъšami  | znav-ъši    |

Poznámka: Participium préterita trpné ve staroslověnštině neexistuje.

### Participium perfekta činné
Participium perfekta činné se tvoří od infinitivního slovesného kmene (viz slovesa) příponou -l-. U sloves IA třídy a u atematického slovesa jasti, jejichž kořen je zakončen na -t- nebo -d-, tato souhláska před -l- zaniká. U sloves IA třídy, která mají v kmeni -r- nebo -l- se tvoří participium perfekta činné od kořene s oslabeným stupněm samohlásky. U sloves IIA třídy se přípona -l- připojuje většinou ke kmeni bez přípony -nǫ-. Participium perfekta činné se skloňuje jako přídavné jméno ve skloňování jmenném, vyskytuje se však jen v nominativu všech čísel.

Vzor tvarů participia perfekta činného (plulъ, -la, lo).
|     | mužský rod | ženský rod | střední rod |
| sg. |            |            |             |
| 1.  | plu-l-ъ    | plu-l-a    | plu-l-o     |
| du. |            |            |             |
| 1.  | plu-l-a    | plu-l-ě    | plu-l-ě     |
| pl. |            |            |             |
| 1.  | plu-l-i    | plu-l-y    | plu-l-a     |

### Participium perfekta trpné
Participium perfekta trpné se tvoří od infinitivního slovesného kmene (viz slovesa) příponami -t- nebo -n- nebo -en-.

Příponou -t- se tvoří participium perfekta trpné od sloves: IA třídy s kmenem zakončeným na nosovou samohlásku; sloves s infinitivním kmenem zakončeným na -rě-; sloves IIIA třídy s infinitivním kmenem zakončeným na -i- nebo -ě-.

Příponou -n- se tvoří participium perfekta trpné od sloves: s infinitivním kmenem zakončeným na -a- nebo -ě- (s výjimkou -rě-).

Příponou -en- se tvoří participium perfekta trpné od sloves: IA třídy se zakončením kořene na samohlásku; sloves IIA třídy (připojuje se přímo ke kořeni odtržením přípony -nǫ-); sloves III třídy s infinitivním kmenem zakončeným na -i- nebo -y-; sloves IVA třídy; atematického slovesa jasti.

Participium perfekta trpné se skloňuje jako přídavné jméno ve jmenném skloňování.

Vzor skloňování participia perfekta trpného tvořeného příponou -en- (pečenъ, -čena, -čeno):
|     | mužský rod  | ženský rod  | střední rod |
| sg. |             |             |             |
| 1.  | peč-en-ъ    | peč-en-a    | peč-en-o    |
| 2.  | peč-en-a    | peč-en-y    | peč-en-a    |
| 3.  | peč-en-u    | peč-en-ě    | peč-en-u    |
| 4.  | peč-en-ъ    | peč-en-ǫ    | peč-en-o    |
| 5.  | peč-en-ъ    | peč-en-o    | peč-en-o    |
| 6.  | peč-en-ě    | peč-en-ě    | peč-en-ě    |
| 7.  | peč-en-omь  | peč-en-ojǫ  | peč-en-omь  |
| du. |             |             |             |
| 1.  | peč-en-a    | peč-en-ě    | peč-en-ě    |
| 2.  | peč-en-u    | peč-en-u    | peč-en-u    |
| 3.  | peč-en-oma  | peč-en-ama  | peč-en-oma  |
| 4.  | peč-en-a    | peč-en-ě    | peč-en-ě    |
| 5.  | peč-en-a    | peč-en-ě    | peč-en-ě    |
| 6.  | peč-en-u    | peč-en-u    | peč-en-u    |
| 7.  | peč-en-oma  | peč-en-ama  | peč-en-oma  |
| pl. |             |             |             |
| 1.  | peč-en-i    | peč-en-y    | peč-en-a    |
| 2.  | peč-en-ъ    | peč-en-ъ    | peč-en-ъ    |
| 3.  | peč-en-omъ  | peč-en-amъ  | peč-en-omъ  |
| 4.  | peč-en-y    | peč-en-y    | peč-en-a    |
| 5.  | peč-en-i    | peč-en-y    | peč-en-a    |
| 6.  | peč-en-ěchъ | peč-en-achъ | peč-en-ěchъ |
| 7.  | peč-en-y    | peč-en-ami  | peč-en-y    |

## Číslovky
Číslovky tvoří z hlediska tvarosloví různorodou skupinu, v níž se vyskytují tvary skloňované jako podstatná jména, tvary skloňované jako přídavná jména, tvary skloňované jako zájmena a tvary nesklonné. Dohromady však číslovky do jednoho slovního druhu spojuje jejich výrazný význam.

### Číslovky základní
Jednotky: 1. jedinъ, -ina, -ino, 2. dъva, dъvě, dъvě, 3. trьje, tri, tri, 4. četyre, -yri, -yri, 5. pętь, 6. šestь, 7. sedmь, 8. osmь, 9. devętь, 10. desętь.

Číslovky jedinъ (má též druhotvar jedьnъ) a dъva (stejně i číslovka oba) se skloňují jako zájmeno tъ (viz; číslovky dъva a oba jen v dvojném čísle).

Skloňování číslovek trьje a četyre:
|    | mužský rod | ženský a střední rod |  | mužský rod    | ženský a střední rod |
| 1. | trьje      | tri                  |  | četyre        | četyri               |
| 2. | trii       | trii                 |  | četyrъ, (-rь) | četyrъ, (-rь)        |
| 3. | trьmъ      | trьmъ                |  | četyrьmъ      | četyrьmъ             |
| 4. | tri        | tri                  |  | četyri        | četyri               |
| 5. | -          | -                    |  | -             | -                    |
| 6. | trьchъ     | trьchъ               |  | četyrьchъ     | četyrьchъ            |
| 7. | trьmi      | trьmi                |  | četyrьmi      | četyrьmi             |

Číslovky pętь-desętь se skloňují jako podstatná jména třetí deklinace (jsou ženského rodu).

Číslovky 11–19: skládají se z příslušného pádového tvary jednotkové číslovky (1–9) a spojení na desęte (např. 18 – osmь na desęte).

Desítky: skládají se z příslušného pádového tvaru jednotkové číslovky (1–9) a tvaru desęte (nebo desęti) pro číslovky 20, 30 a 40 a tvaru desętъ pro ostatní desítky (50–90).

Stovky: 100. sъto, 200. dъvě sъtě, 300. tri sъta, 400. četyri sъta, 500.–900. příslušná číslovka a výraz sъtъ. Číslovka sъto se skloňuje jako podstatné jméno podle 1. deklinace.

Tisícovky: 1000. tysǫšti (tysęšti), 2000. dъvě tysǫšti, 3000. tri tysǫštę, 4000. četyri tysǫštę, 5000.–9000. příslušná číslovka a výraz tysǫštь. Pro deset tisíc se vyskytuje výraz tьma. Číslovka tysǫšti se skloňuje jako podstatné jméno podle 4. deklinace.

Desítky ke stovkám a jednotky k desítkám se připojují spojkou i.

Poznámka: Spojování počítaných předmětů nebo osob s číslovkami je uvedeno v oddílu Skladba.

### Číslovky řadové
Jednotky: 1. prьvyi, -vaja, -voje, 2. vъtoryi, -raja, -roje nebo drugyi, -gaja, -goje, 3. tretii, -tьja (nebo -tьjaja), -tьje (nebo -tьjeje), 4. četvrьtyi, -taja, -toje, 5. pętyi, -taja, -toje, 6. šestyi, 7. sedmyi, 8. osmyi, 9. devętyi, 10. desętyi.

Číslovky 11–19: spojení řadové číslovky pro jednotku a výrazu na desęte. Pro 11 se užívá místo číslovky prьvyi výrazu jedinyi.

Desítky, stovky a tisícovky: 20. dъvadesętьnyi, 30. tridesętьnyi, 40. četyridesętьnyi, 50. pętьdesętьnyi, 60. šestьdesętьnyi, 70. sedmьdesętьnyi, 80. osmьdesętьnyi, 90.devętьdesętьnyi, 100. sъtьnyi, 1000. tysǫštьnyi.

Číslovky řadové se skloňují jako přídavná jména ve skloňování složeném.

### Číslovky druhové
2. dъvojь, -voja, voje; obojь, -ja, -je, 3. trojь, -ja, -je, 4. četvorъ, -ra, -ro, 5. pętorъ, -ra, -ro, 6. šestorъ, -ra, ro, 7. sedmorъ, -ra, -ro, 8. osmorъ, -ra, -ro, 9. devętorъ, -ra, -ro, 10. desętorъ, -ra, ro.

Druhové číslovky dъvojь, obojь, trojь se skloňují jako zájmeno jь, ja, je, ostatní číslovky se skloňují jako přídavná jména ve jmenném skloňování.